# Lammrack
Lammrack eller lammspjäll är en styckdetalj av lamm. Det består av halva lammsadeln, alltså kotlettraden med revben från främre delen av ryggen. Delas den i skivor före tillagningen erhålls lammkotletter. Beteckningen frenched racks syftar på ett lammrack där revbenens yttre spetsar frilagts från köttet.
Lammracks är mört och smakrikt kött. Det steks i ugnen och delas i skivor, en per revben, till servervingen. Spjällen kan även bindas ihop till en ring och stekas till så kallad lammkrona. Benspetsarna kan kläs in med aluminiumfolie för att inte bli svartbrända.
En bit lammracks väger ca 400 gram och kan beräknas räcka till två personer.

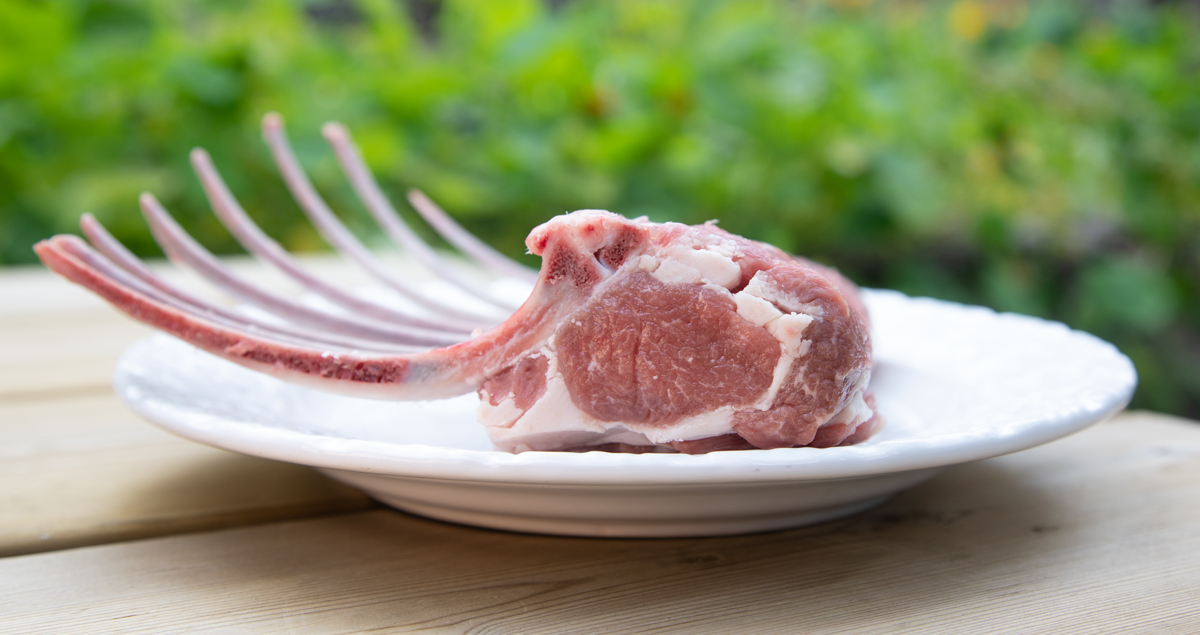
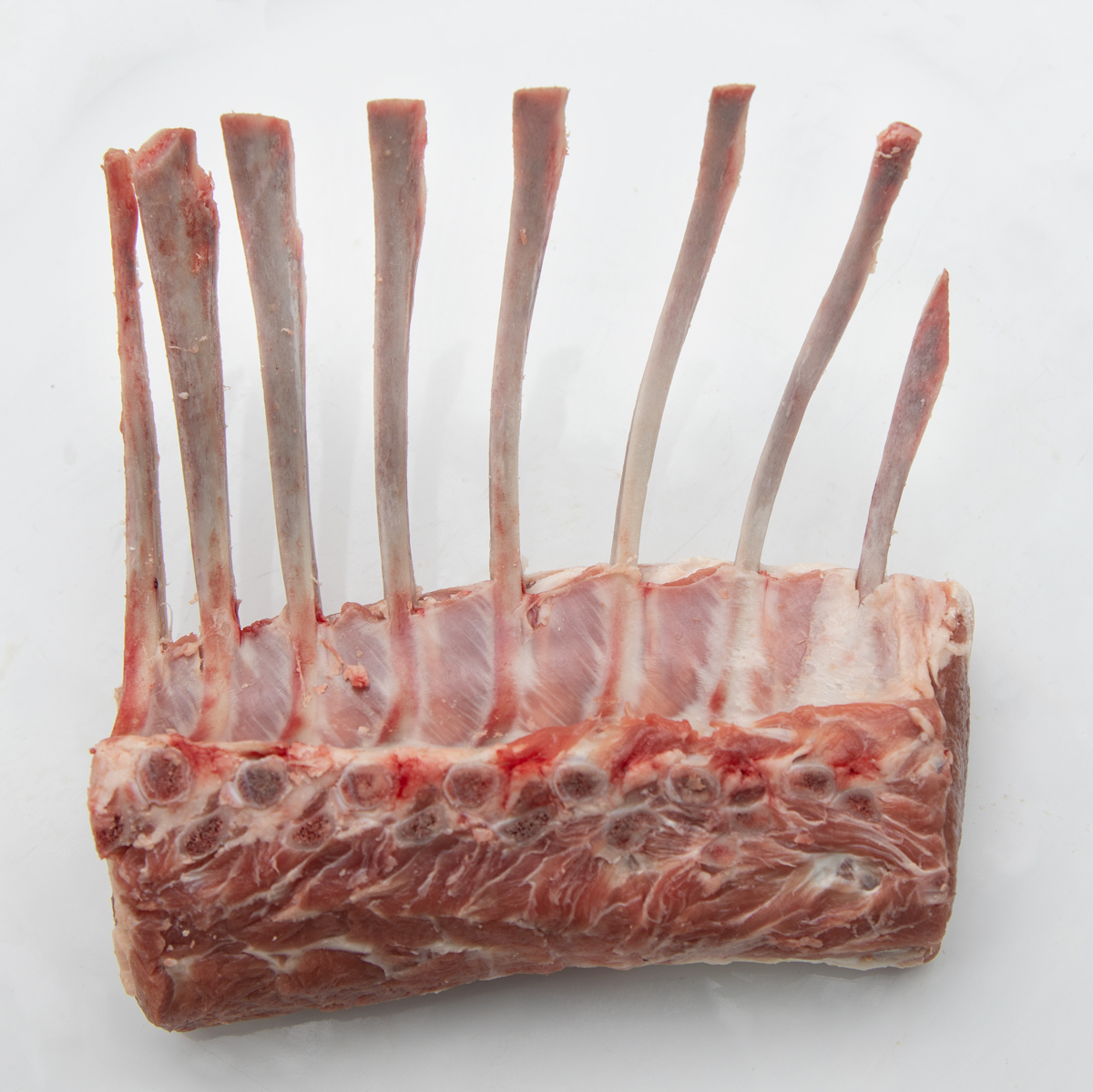
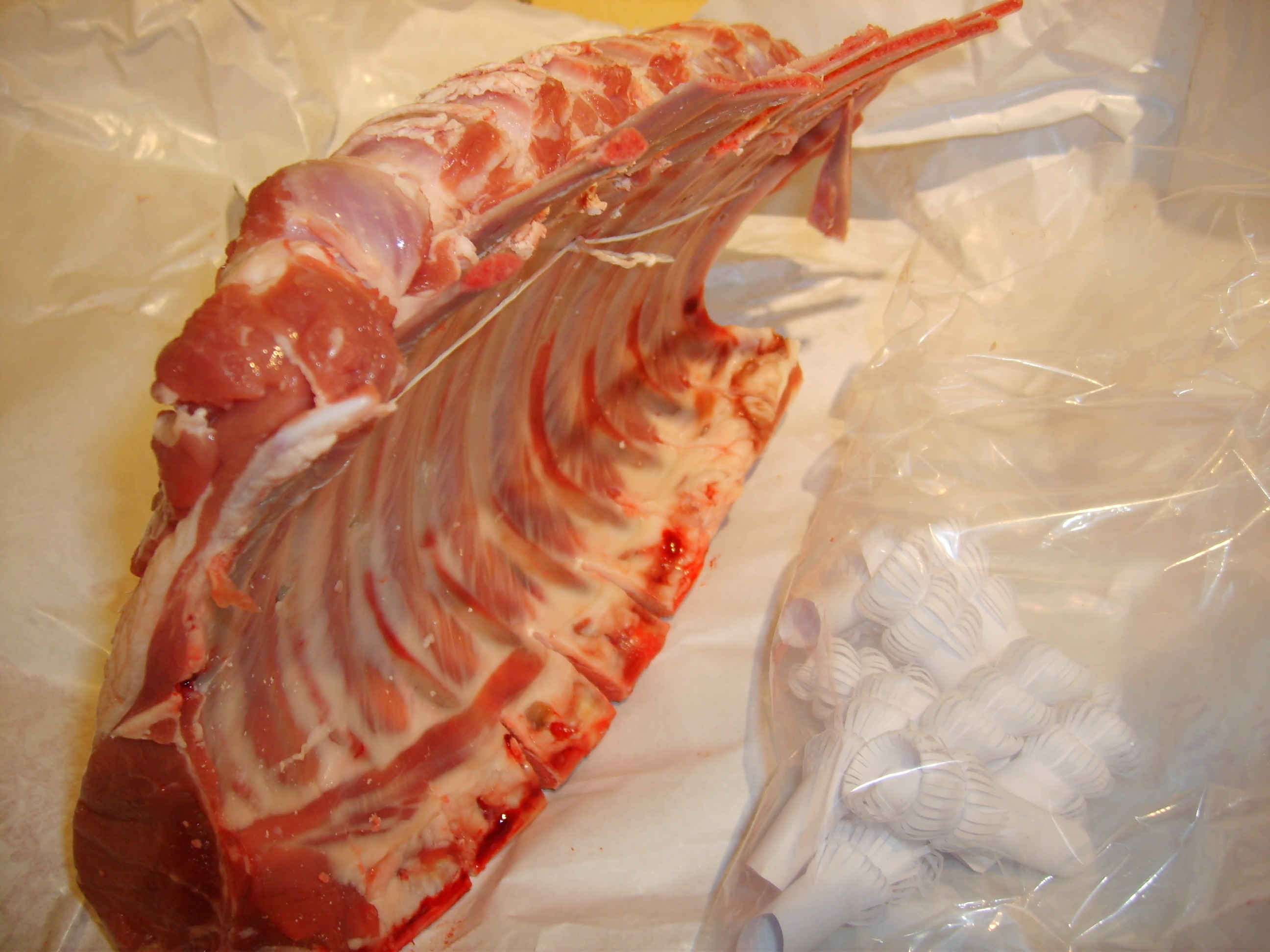
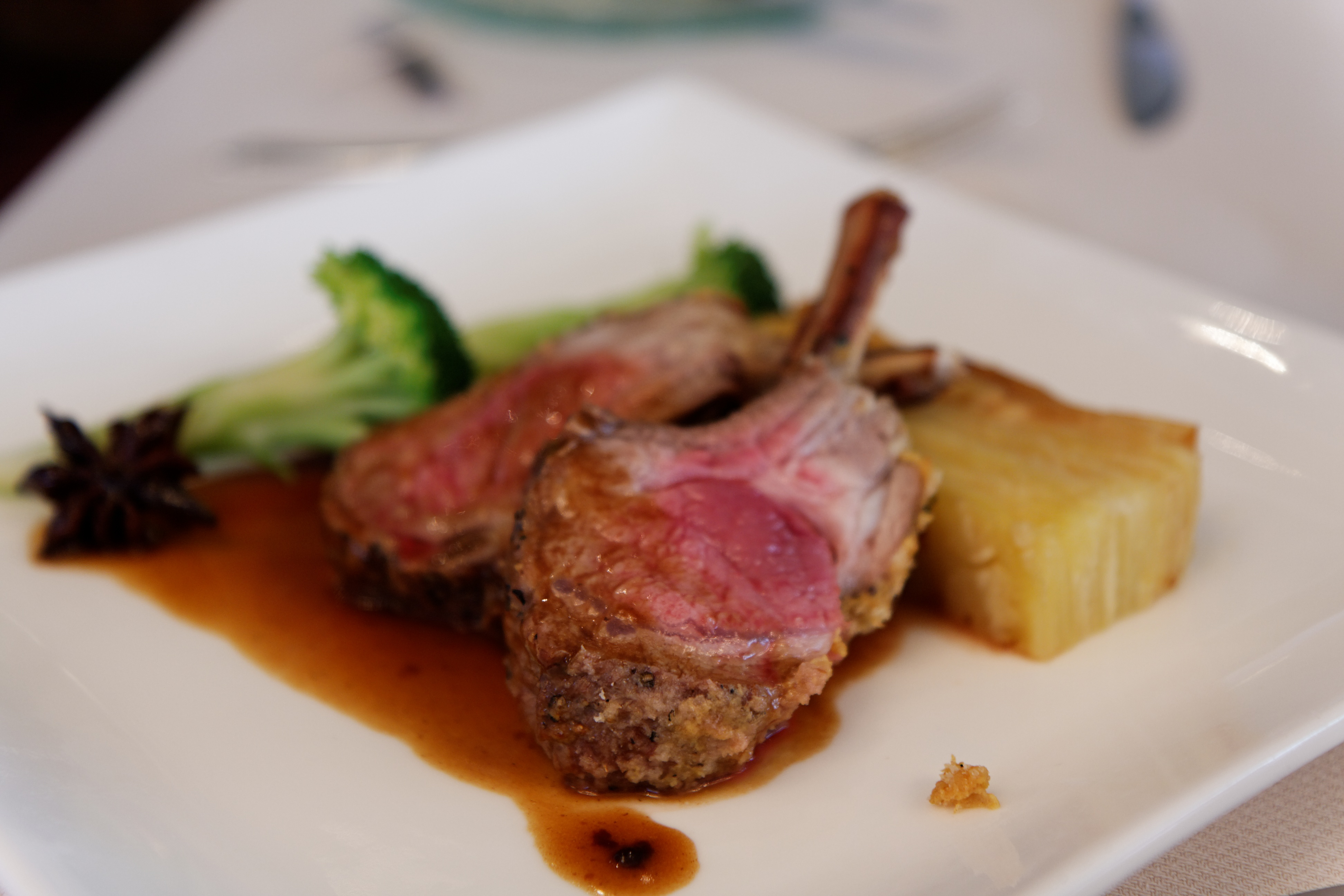